# Торт-мороженое
Торт-мороженое — торт, приготовленный из мороженого в качестве ингредиента. Более простую версию без выпечки можно приготовить, выложив мороженое с разными вкусами в форму для хлеба.
Торт-мороженое — популярная еда для вечеринок, которую часто едят на днях рождения и свадьбах, особенно в Северной Америке и Австралии. Десерт не так хорошо известен в Европе. В Соединённом Королевстве швейцарские рулеты с мороженым известны как арктические рулеты.

## Подготовка
В типичной сборке компонент торта выпекается обычным способом, при необходимости разрезается по форме, а затем замораживается. Мороженому придают соответствующую форму, а затем эти компоненты собираются во время заморозки. Взбитые сливки часто используются для глазури, в качестве дополнения к двум другим текстурам, а также потому, что многие типичные глазури не будут удачно держаться на замороженном торте. Затем весь торт оставляют замороженным до подачи, после чего ему дают оттаять, пока его можно будет легко нарезать, но не настолько, чтобы мороженое растаяло.

## Рынок США

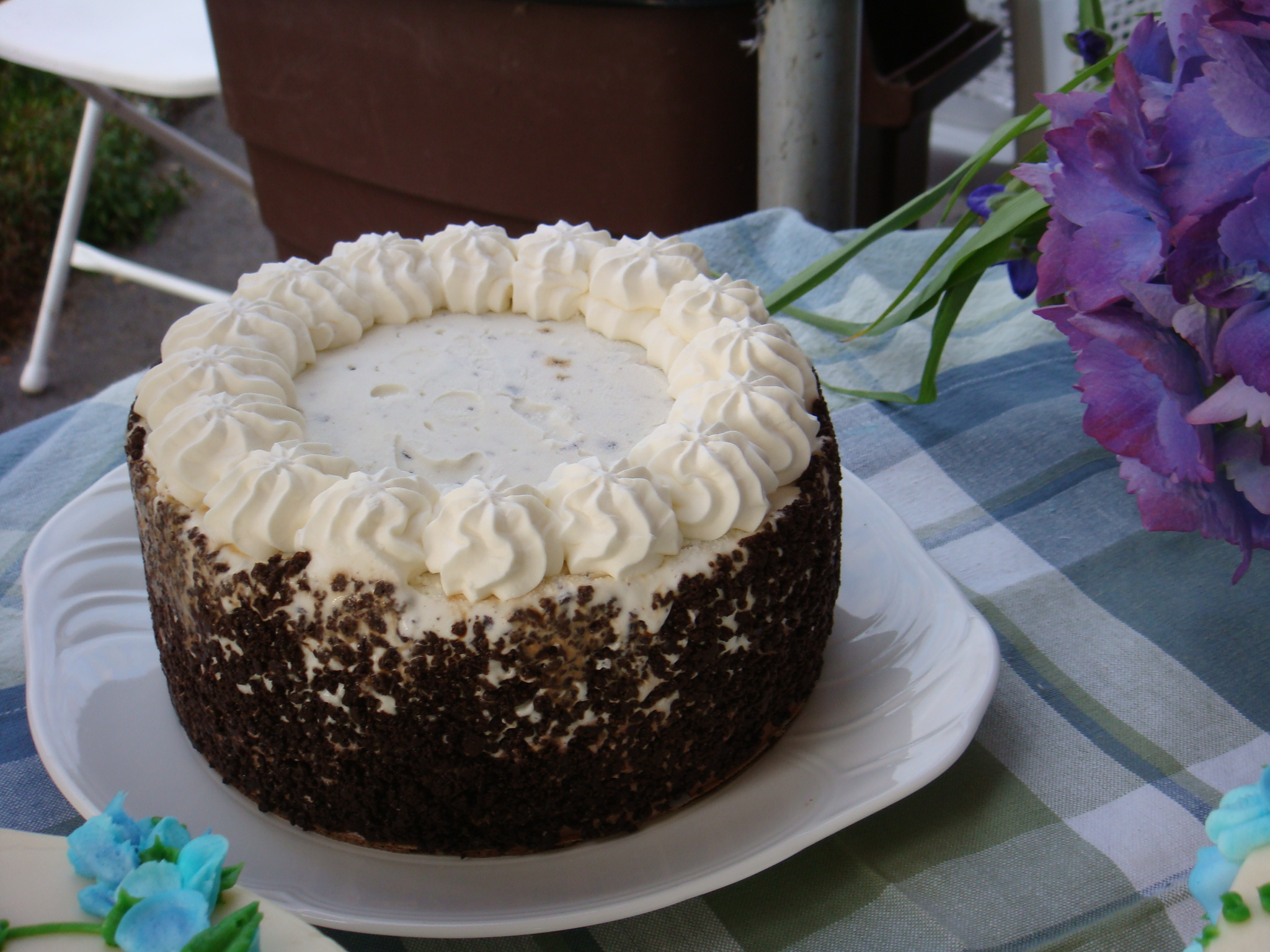
Шоколадный торт-мороженое

Торты-мороженые популярны в США. Торты, приготовленные ко дню независимости, часто украшаются патриотическими мотивами, взбитыми сливками, красными ягодами и черникой. Другие версии — торты с флагами, приготовленные из чередующихся слоёв мороженого и сорбета.